# 여성 스페이스를 지키는 모임
여성 스페이스를 지키는 모임(일본어: 女性スペースを守る会 죠세이스페에스오마모루카이[*], 영어: Save Women's Space JP)는 트랜스여성의 여성전용공간 이용, 남녀동수 정책에서의 여성쿼터 이용, 여성 스포츠 출전 등을 반대하는 일본의 시민단체다. 그 밖에도 국회 등에서 성소수자 관련 법안에 “성별 자기인식”을 기재하는 것에 대하여 “충분하고 신중한 논의”를 요구한다. 본부는 가나가와현 야마토시에 소재한다.